# Diorama, Goiás
Diorama este un oraș în Goiás (GO), Brazilia.